# इ़
Cette page contient des caractères spéciaux ou non latins. S’ils s’affichent mal (▯, ?, etc.), consultez la page d’aide Unicode.
इ़, appelé i nukta, est une voyelle de l’alphasyllabaire devanagari utilisé dans l’écriture du lhomi. Elle est composée d’un i ‹ इ › et d’un point souscrit.

## Représentations informatiques
L’i nukta peut être représenté avec les caractères Unicodes suivant :
- décomposé

| formes     | représentations | chaînes de caractères | points de code | descriptions                                                |
| ---------- | --------------- | --------------------- | -------------- | ----------------------------------------------------------- |
| pleine     | इ़               | इ◌़                    | U+0907 U+093C  | lettre devanagari i, symbole devanagari noukta              |
| dépendante | ि़                | ◌ि◌़                    | U+093F U+093C  | diacritique voyelle devanagari i, symbole devanagari noukta |

## Sources
- (en) « Lhomi dictionary », sur Webonary.org (consulté le 2 avril 2022)